# 壯冰魚
壯冰魚，為輻鰭魚綱鱸形目南極魚亞目鱷冰魚科的其中一種，分布於南冰洋 Kerguelen群島海域，棲息深度165-310公尺，體長可達37.4公分，棲息深度126-310公尺，為底棲性魚類，屬肉食性，生活習性不明。

## 擴展閱讀
維基物種上的相關：壯冰魚